# Darwin Beer Can Regatta
A Darwin Beer Can Regatta (em português: Regata de Latas de Cerveja) é uma regata de barcos feitos com latinhas de cervejas ou refrigerantes.
Cada competidor constrói sua embarcação - mas é proibido testá-la antes da prova. Cada barco deve ter no mínimo dois tripulantes, e a prêmiação é em dinheiro.
Esta competição ocorre anualmente desde 1974, e é sediado na cidade de Darwin, na Austrália.